# نقولا كرتزولسكو
نقولا كرتزولسكو (و. 1812 – 1900 م) هو لغوي، وسياسي، ومترجم، وطبيب من الممالك المتحدة، ولد في بوخارست، كان عضوًا في الحزب الليبرالي القومي الروماني، توفي في ليورديني، عن عمر يناهز 88 عاماً.

## مناصب
تولى منصب قائمة رؤساء وزراء رومانيا
- President of the Senate of Romania [الإنجليزية]‏
- عضو مجلس النواب في رومانيا

.

## التعليم
تعلم في جامعة نانت
.